# Lengenfeld (Velburg)
Lengenfeld ist ein amtlich benannter Ortsteil der Stadt Velburg im Landkreis Neumarkt in der Oberpfalz in Bayern.

## Geographische Lage
Das Pfarrdorf liegt im Oberpfälzer Jura der Fränkischen Alb zwischen der westlich fließenden Schwarzen Laaber und der östlich verlaufenden A 3 in einem Seitental der Schwarzen Laaber am Fuße des 621 m über NHN hohen Burgberges, auf dem sich die Burgruine Helfenberg des Grafen von Tilly befindet.

## Verkehr
Der Ort ist über die Anschlussstelle Velburg der Autobahn A 3 zu erreichen; dort unterquert die Staatsstraße 2220 die Autobahn. Die von Norden her kommende Kreisstraße NM 37 mündet im Ort in die Staatsstraße ein.

## Ortsnamendeutung
Der Name des Ortes wird gedeutet als Ansiedelung „zum langen Feld“.

## Geschichte
Das Dorf, an einer alten, von Nürnberg nach Regensburg führenden Reichsstraße gelegen, wird wohl im Zuge der planmäßigen Besiedelung des Raumes durch das fränkische Königtum entstanden sein; darauf deuten die Silbe „-feld“ im Ortsnamen und das Martinspatrozinium der Ortskirche hin. Außerdem sind in der Nähe mit Dürn, Mantlach und Oberweiling drei Königshöfe des 11. Jahrhunderts nachgewiesen. Lengenfelder Ortsadelige sind 1191 genannt, wobei wahrscheinlich ein anderes Lengenfeld gemeint ist. Spätestens seit dem 13. Jahrhundert gehört der Ort zur Herrschaft Helfenberg. 1307 ist ein Siechenhaus, 1349 und 1381 eine Mühle zu Lengenfeld erwähnt. Im 14. Jahrhundert wurde ein Adelssitz zu Lengenfeld errichtet, auf dem Vasallen des Hochstiftes Regensburg als eigenwirtschaftliche, jedoch nie dorfherrschaftliche Grundherrschaften saßen.
1372/73 ging die Herrschaft Helfenberg und damit auch die Blutgerichtsbarkeit über die Güter zu „Lengvelt“ an den Pfalzgraf Ruprecht über. Um 1400 unterstanden der Herrschaft Helfenberg in Lengenfeld der Maierhof, 3 Huben, 1 Mühle, die Schmiedstatt, die Badstube, 2 Tafern und 1 Hofstatt. Die Salbücher der Herrschaft Helfenberg weisen für 1588 und 1622 weisen für den Ort um die 30 Besitzungen aus. 1681 erwarben die Grafen Tilly, seit 1631 der Besitzer der Herrschaft Helfenberg, den Sitz zu Lengenfeld von einem Haller zu Raitenbuch. Gegen Ende des Alten Reiches, um 1800, bestand Lengenfeld aus 40 Anwesen; es gab unter anderem 3 Mühlen (Dorfmühle, Weihermühle, Ostermühle), eine Weißbierbraustatt, ein Schulhaus, das zugleich das Mesnerhaus war, und ein gemeindliches Hirtenhaus.
Im Königreich Bayern (1806) wurde um 1810 der Steuerdistrikt Lengenfeld gebildet, dem neben dem Dorf Lengenfeld das Dorf Harenzhofen und die Einöden Matzenhof, Ostermühle, Schafhof, Schwaighof und Weihermühle angehörten. Mit dem Gemeindeedikt vom 15. Mai 1818 wurde daraus die Ruralgemeinde Lengenfeld im Landgericht Parsberg; die Weihermühle wird seit 1926 nicht mehr genannt, und der Schafhof wurde am 1. Januar 1946 nach Velburg umgegliedert.
In Lengenfeld selber wohnten
- 1836 263 Einwohner (47 Häuser einschließlich der Weihermühle),[11]
- 1867 263 Einwohner (102 Gebäude, 1 Kirche, 1 Benefizium, Schule, Brücke über die Laaber),[12]
- 1875 253 Einwohner (131 Gebäude; an Großviehbestand 14 Pferde und 151 Stück Rindvieh),[13]
- 1925 281 Einwohner (54 Wohngebäude),[14]
- 1938 265 Einwohner (262 Katholiken, 3 Protestanten),[15]
- 1950 327 Einwohner (53 Wohngebäude).[16]
- 1987 230 Einwohner (68 Wohngebäude, 82 Wohnungen).[17]

Im Zuge der bayerischen Gebietsreform wurde die Gemeinde Lengenfeld zum 1. Januar 1972 nach Velburg eingegliedert.

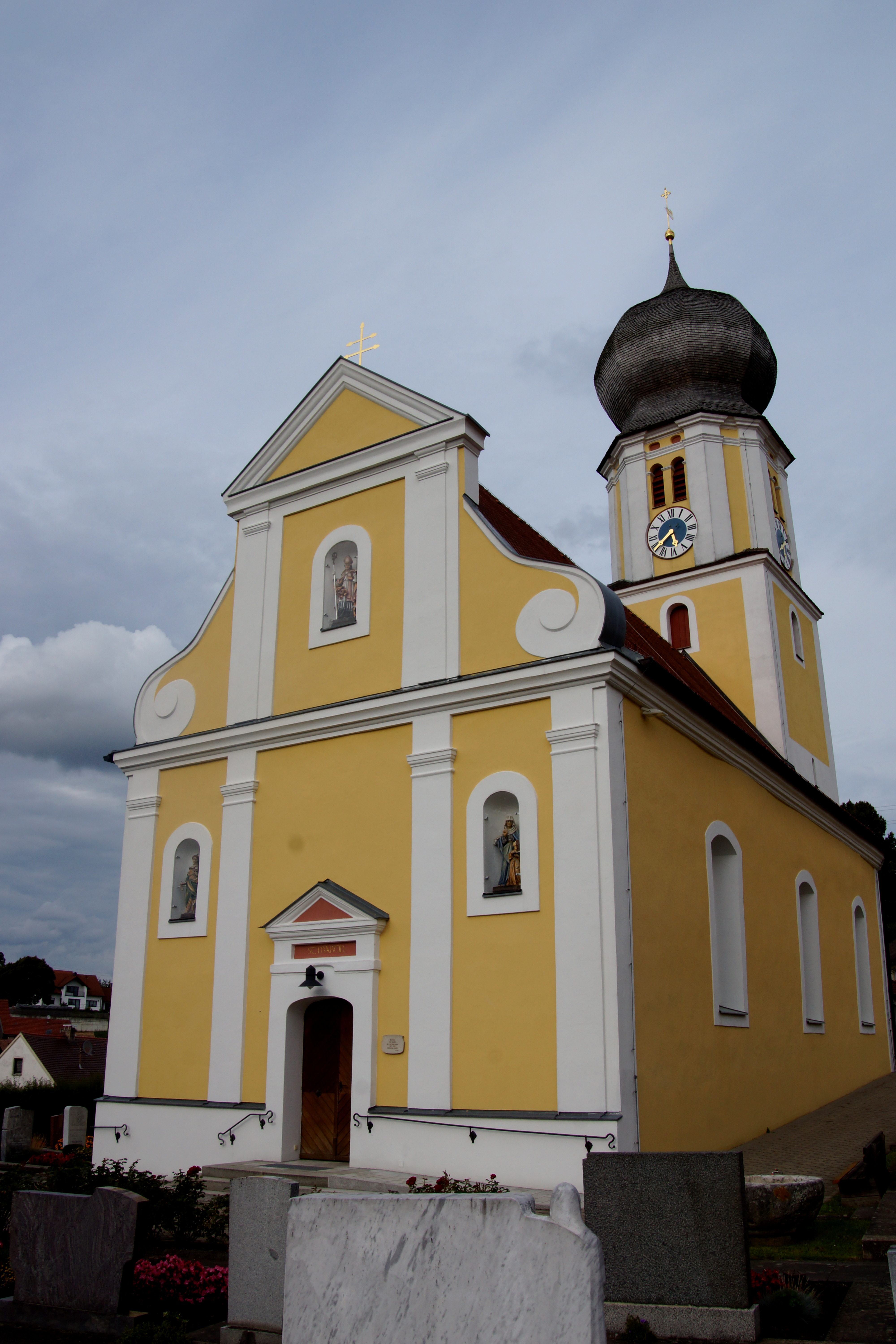
St. Martin

### Kirchliche Verhältnisse
Die Pfarrei Lengenfeld, im Eichstätter Diözesangebiet liegend, wurde unter Pfalz-Neuburg 1556 der Reformation unterworfen. Die Rekatholisierung erfolgte 1625. Den jeweiligen Glaubenswechsel mussten alle Untertanen vollziehen. Neben der Pfarrkirche St. Martin (um- und teilweise neugebaut im Barockstil 1693–1696) gab es die Tillysche Schlosskapelle zu den Heiligen Cosmas und Damian. Filialkirchen sind St. Ägidius in Harenzhofen und St. Nikolaus in Rammersberg. Am Pfarrsitz gibt es 7 Kapellen aus dem 18. Jahrhundert. Bis in die späten 1950er Jahre gab es in Lengenfeld am Patrozinium den traditionellen Martini(um-)ritt. 1994 wurde der Brauch wiederbelebt.